# 969
| [ Edytuj tabelę ]              |                                                      |
| Książę Polski                  | - 960 Mieszko I 992                                  |
| Król Anglii                    | - 959 Edgar Spokojny 975                             |
| Hrabia Aragonii                | - 922 Andregota Galíndez 972                         |
| Hrabia Aragonii i król Nawarry | - 926 Garcia I 970                                   |
| Hrabia Barcelony               | - 947 Borrell II 992                                 |
| Książę Bawarii                 | - 955 Henryk II Kłótnik 976                          |
| Książę Burgundii               | - 965 Odo-Henryk 1002                                |
| Cesarz Bizancjum               | - 963 Nicefor II Fokas 969 - 969 Jan I Tzimiskes 976 |
| Car Bułgarii                   | - 927 Piotr I 969 - 969 Borys II 971                 |
| Cesarz Chin                    | - 960 Song Taizu 976                                 |
| Książę Czech                   | - 935 Bolesław I Srogi 972                           |
| Król Danii                     | - 958 Harald Sinozęby 987                            |
| Władca Egiptu                  | - 968 Abu al-Fawaris Ahmad 969 - 969 Al-Mu’izz 975   |
| Król Franków zachodnich        | - 954 Lotar 986                                      |
| Król Gruzji                    | - 961 Dawid III 1001                                 |
| Hrabia Holandii                | - 939 Dirk II 988                                    |
| Cesarz Japonii                 | - 967 Reizei 969 - 969 En’yū 984                     |
| Kalif                          | - 946 Al-Muti 974                                    |
| Hrabia Kastylii                | - 923 Ferdinand Gonzalez 970                         |
| Król Khmerów                   | - 968 Dżajawarman V 1001                             |
| Wielki książę Kijowa           | - 945 Światosław I 972                               |
| Patriarcha Konstantynopola     | - 956 Polieuktos 970                                 |
| Władca Korei                   | - 949 Kwangjong 975                                  |
| Król Leónu                     | - 966 Ramiro III 984                                 |
| Król Norwegii                  | - 961 Harald II Szara Opończa 976                    |
| Hrabia Palatynatu              | - 945 Hermann Pusillus 994                           |
| Papież                         | - 965 Jan XIII 972                                   |
| Hrabia Portugalii              | - 950 Gonçalo Mendes 999                             |
| Cesarz Rzymski (niemiecki)     | - 962 Otton I Wielki 973                             |
| Książę Saksonii                | - 961 Hermann 973                                    |
| Król Szkocji                   | - 966 Cuilen 971                                     |
| Doża Wenecji                   | - 959 Pietro IV Candiano 976                         |
| Książę Węgier                  | - 955 Taksony 970                                    |
| Cesarz Wietnamu                | - 968 Đinh Bộ Lĩnh 979                               |

Rok 969 / CMLXIX
stulecia: IX wiek ~
X wiek ~
XI wiek

lata: 959 «
964 «
965 «
966 «
967 «
968 «
969
» 970
» 971
» 972
» 973
» 974
» 979

## Wydarzenia na świecie
- 8 sierpnia – Dżawhar as-Sikilli założył Kair.
- 28 października – wojska bizantyjskie zdobyły Antiochię.
- 11 grudnia – Jan I Tzimiskes został cesarzem Bizancjum.
- Fatymidzi przenieśli stolicę z Kairouan do Fustat (obecnie dzielnica Kairu).
- Fatymidzi zdobyli Palestynę; nie przeszkadzali chrześcijanom odwiedzać miejsca święte.
- Koniec rządów cesarza Reizei w Japonii, jego następcą został En’yū.
- W Chinach wynaleziono ognie sztuczne[potrzebny przypis].
- Początek panowania Borysa II w Bułgarii.

## Zmarli
- 11 grudnia – Nicefor II Fokas, cesarz bizantyński (ur. ok. 912)
- data dzienna nieznana:
  - Harald II Szara Opończa, król Norwegii (ur. ?)
  - Michał Krzesimir II, król Chorwacji (ur. ?)
  - Olga, wielka księżna kijowska, święta prawosławna (ur. ok. 923/927)
  - Piotr I, car Bułgarii (ur. ?)